# Ixion (Ribera)
Pour les articles homonymes, voir Ixion.
Ixion – en espagnol Ixión – est un tableau réalisé en 1632 par le peintre espagnol José de Ribera. Cette huile sur toile est une peinture mythologique qui représente Ixion enchaîné à une roue actionnée par un satyre qui torture le Lapithe pour l'éternité. L'œuvre fait partie des collections du musée du Prado. C'est également dans ce musée d'art madrilène qu'est conservé son pendant, Tityos, une peinture représentant les tourments de Tityos.

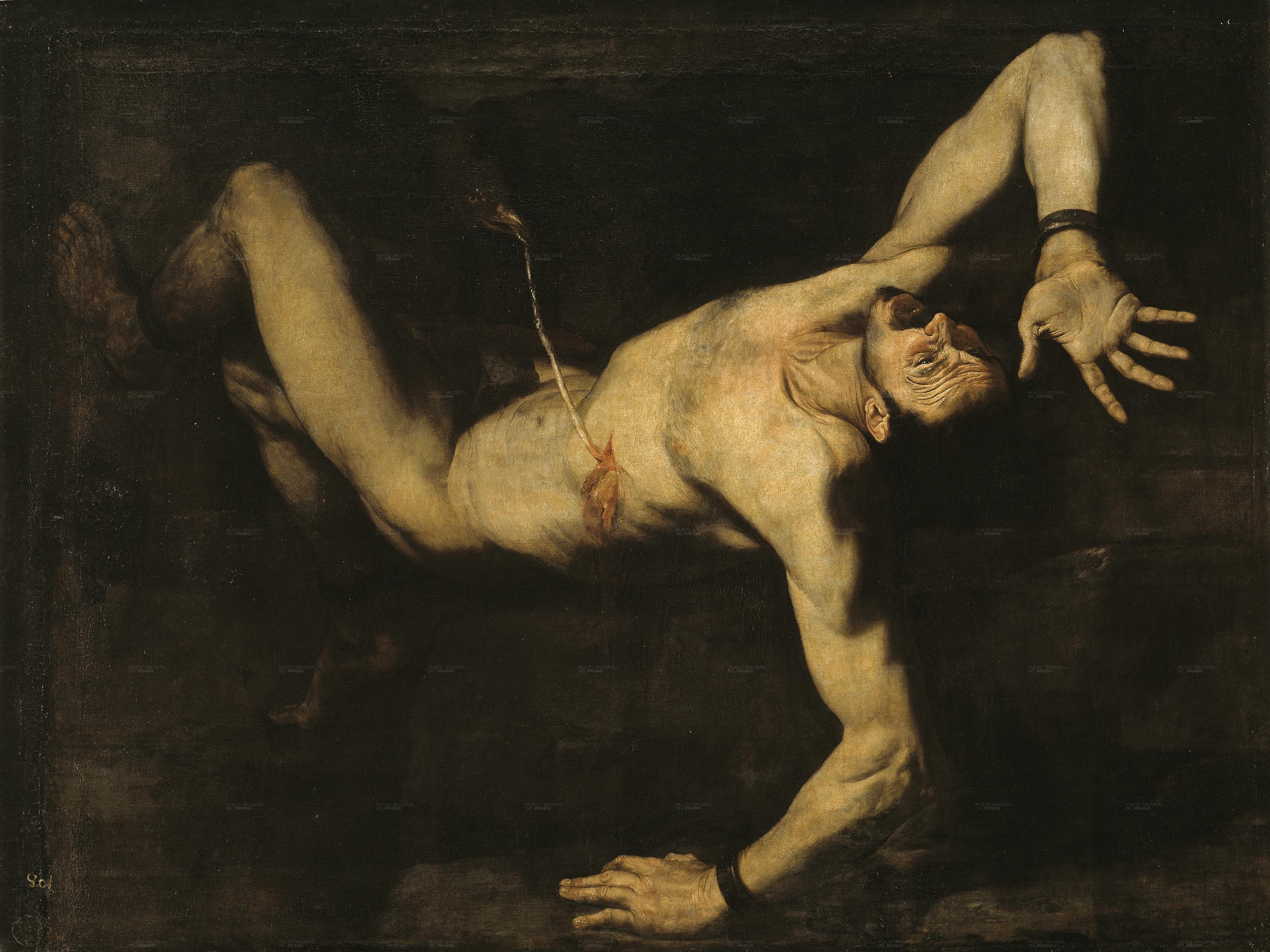
Tityos, par José de Ribera, 1632 – Musée du Prado, Madrid.